# Helmut Gassner
Helmut Gassner (* 28. Februar 1929; † 1990) war ein deutscher Fernseh- und Filmarchitekt.

## Leben und Wirken
Gassner erhielt seine Ausbildung an einer Akademie der Bildenden Künste, Klasse Raumgestaltung. Nebenbei war er als Schreinermeister auch praktisch aktiv. Seit 1959 als Szenenbildner und Filmarchitekt tätig, wirkte Gassner gestalterisch an europäischen wie (in Europa gedrehten) US-amerikanischen Produktionen. Gassner arbeitete u. a. mit Fritz Umgelter, Rainer Werner Fassbinder, George Roy Hill, Klaus Emmerich, Rainer Erler, Michael Pfleghar und Franz Peter Wirth zusammen. Bekannt machten ihn vor allem seine umfangreichen Bauten zu Fassbinders Fernsehserie Berlin Alexanderplatz. Gassner lebte in Egling.

## Filmografie
Fernsehfilme, wenn nicht anders angegeben
- 1960: Es ist soweit
- 1961: Prinz Friedrich von Homburg
- 1962: Die sündigen Engel
- 1962: Papiermühle
- 1963: Was ihr wollt
- 1963: Die kleinste Show der Welt
- 1964: Lydia muß sterben
- 1964: Der arme Mann Luther
- 1965: Der müde Theodor
- 1965: Antigone
- 1965: Nachruf auf Egon Müller
- 1966: Olentia
- 1967: Das Attentat: Der Tod des Engelbert Dollfuß
- 1967: Das Attentat: Walter Rathenau
- 1967: Verräter
- 1968: Meinungsverschiedenheiten
- 1969: Mord nach der Oper
- 1969: Die mißbrauchten Liebesbriefe
- 1967–1970: Graf Yoster gibt sich die Ehre (Serie)
- 1970: Das Glöcklein unterm Himmelbett (Kinofilm)
- 1971: Morgen fällt die Schule aus (Kinofilm)
- 1972: Alexander Zwo (Mehrteiler)
- 1973: Als Mutter streikte (Kinofilm)
- 1973–74: Okay S.I.R. (Serie)
- 1975: Die Halde
- 1974–76: Das Blaue Palais (Mehrteiler)
- 1979: Blutspur (Kinofilm)
- 1980: Berlin Alexanderplatz
- 1981: Lola (Kinofilm)
- 1983: Rote Erde (Serie)
- 1984: Die Libelle (Kinofilm)
- 1984: Geld oder Leben
- 1986: Abenteuer im Spielzeugland
- 1986: Tatort: Der Tausch
- 1988: Familienschande
- 1988: Faust – Vom Himmel durch die Welt zur Hölle (Kinofilm)
- 1989–90: Löwengrube (Serie)